# Saint-Ours (Puy-de-Dôme)
Saint-Ours település Franciaországban, Puy-de-Dôme megyében. Lakosainak száma 1691 fő (2022. január 1.). Saint-Ours Pontgibaud, Bromont-Lamothe, Ceyssat, Chanat-la-Mouteyre, Chapdes-Beaufort, Charbonnières-les-Varennes, Mazaye, Orcines, Pulvérières, Saint-Pierre-le-Chastel és Volvic községekkel határos.

## Népesség
A település népessége az elmúlt években az alábbi módon változott:
| Lakosok száma | 1657 | 1675 | 1716 | 1670 | 1650 | 1650 | 1665 | 1660 | 1691 |
|               | 2013 | 2015 | 2016 | 2017 | 2018 | 2019 | 2020 | 2021 | 2022 |